# يوزيف كاردوس
يوزيف كاردوس (29 مارس 1960 - 28 يوليو 2022)، هو لاعب كرة قدم مجري، ولد في 29 مارس 1960 في ناجيباتوني ‏ في المجر. شارك مع منتخب المجر لكرة القدم. أما مع النوادي، فقد لعب مع نادي أويبست ونادي فاساس.

## وصلات خارجية
- يوزيف كاردوس على موقع الاتحاد الدولي (مؤرشف)  (الإنجليزية)
- يوزيف كاردوس على موقع الاتحاد الأوربي (الإنجليزية)
- يوزيف كاردوس على موقع قاعدة بيانات كرة القدم.إي يو (الإنجليزية)
- يوزيف كاردوس على موقع ناشيونال فوتبول تيمز (الإنجليزية)